# Лиюнтика
Лиюнтика (или современный вариант этого имени — Левенте; венг. Liüntika (Levente); умер ранее 907) — венгерский племенной правитель, старший сын Великого князя Арпада. Как военный предводитель он участвовал в Эпохе завоевания (венг. Honfoglalás, «завоевание земли»).

## Титул
Основываясь на структуре государственного управления тюркютов и хазар, Великий князь правит над присоединённым народом. Это согласуется с информацией источников, в которых Лиюнтика является предводителем каваров, племени, которое последним присоединилось к Древневенгерской конфедерации племён. Согласно византийскому императору Константину VII Багрянородному, опиравшемуся на рассказ харка Булчу, лидер (архон) правил тогда тремя родами каваров. Константин Банрянородный утверждал, что это был Лиюнтика. И он был князем во времена Эпохи Завоевания родины на Дунае.

## Биография
Лиюнтика с народом каваров воевал против Первого Болгарского царства пока его отец Арпад, возглавляя основное войско, в союзе с Великой Моравией начал вторжение в Паннонию и на булгарскую границу в Альфёльде. После Эпохи Завоеваний Лиюнтика, возможно, стал правителем Моравии, так как в это время у устья реки Дие появился моравский замок Бржецлав (Люнденбург), именуемый в источнике 1054 года — Лавентенбурх (Laventenburch).
Сомнения в его происхождении привнёс император Константин VII Багрянородный, который упоминал Лиюнтика как сына Арпада во время болгарских походов, но позже, когда перечислял сыновей Арпада, не включил его в этот список. Так же он пояснял, что Лиюнтика был убит во время этой военной кампании и не имел потомков. Однако это противоречит появлению замка с именем Лавентенбурх. По другому мнению, он был одним из четырёх сыновей Арпада (а не пятым, старшим, сыном) и не существовал, как самостоятельная личность. Чаще всего его ассоциируют со вторым сыном по имени Тархачи, Таркачу, Тархош или Таркатзус. Петер Фёльдеш имеет специальную теорию для разрешения этих противоречий: слово «árpád» означает функцию, титул, впервые взятый вождём Альмошем, отцом Арпада. Альмош использовал название титула как имя для своего первенца, будущего наследника. По Фёльдешу, эти два понятия могли перепутаться, и «Лиюнтика, сын Альмоша-арпада» стал «Лиюнтика, сын Арпада». Таким образом, Лиюнтика может быть младшим братом Арпада, а не его старшим сыном.